# Eric Vail
Eric Vail, född 16 september 1953, är en kanadensisk före detta professionell ishockeyforward som tillbringade tio säsonger i den nordamerikanska ishockeyligan National Hockey League (NHL), där han spelade för ishockeyorganisationerna Atlanta Flames, Calgary Flames och Detroit Red Wings. Han producerade 476 poäng (216 mål och 260 assists) samt drog på sig 281 utvisningsminuter på 591 grundspelsmatcher. Vail spelade också för Adirondack Red Wings i American Hockey League (AHL); Omaha Knights och Oklahoma City Stars i Central Hockey League (CHL) samt Niagara Falls Flyers, Soo Greyhounds och Sudbury Wolves i OHA-Jr.
Han draftades av Atlanta Flames i andra rundan i 1973 års draft som 21:a spelare totalt.
Vail vann Calder Memorial Trophy som årets rookie för säsongen 1974–1975.

## Statistik
| 1970–1971      | Niagara Falls Flyers | OHA-Jr.        | 59  | 18  | 30  | 48  | 76  | —  | — | — | —  | — |
| 1971–1972      | Niagara Falls Flyers | OHA-Jr.        | 60  | 25  | 48  | 73  | 122 | —  | — | — | —  | — |
| 1972–1973      | Soo Greyhounds       | OHA-Jr.        | 38  | 29  | 31  | 60  | 50  | —  | — | — | —  | — |
|                | Sudbury Wolves       | OHA-Jr.        | 25  | 19  | 26  | 45  | 30  | 4  | 1 | 1 | 2  | 2 |
| 1973–1974      | Atlanta Flames       | NHL            | 23  | 2   | 9   | 11  | 30  | 1  | 0 | 0 | 0  | 2 |
|                | Omaha Knights        | CHL            | 37  | 10  | 18  | 28  | 54  | —  | — | — | —  | — |
| 1974–1975      | Atlanta Flames       | NHL            | 72  | 39  | 21  | 60  | 54  | —  | — | — | —  | — |
| 1975–1976      | Atlanta Flames       | NHL            | 60  | 16  | 31  | 47  | 34  | 2  | 0 | 0 | 0  | 0 |
| 1976–1977      | Atlanta Flames       | NHL            | 78  | 32  | 39  | 71  | 22  | 3  | 1 | 3 | 4  | 0 |
| 1977–1978      | Atlanta Flames       | NHL            | 79  | 22  | 36  | 58  | 16  | 2  | 1 | 1 | 2  | 0 |
| 1978–1979      | Atlanta Flames       | NHL            | 80  | 35  | 48  | 83  | 53  | 2  | 0 | 1 | 1  | 2 |
| 1979–1980      | Atlanta Flames       | NHL            | 77  | 28  | 25  | 53  | 22  | 4  | 3 | 1 | 4  | 2 |
| 1980–1981      | Calgary Flames       | NHL            | 64  | 28  | 36  | 64  | 23  | 6  | 0 | 0 | 0  | 0 |
| 1981–1982      | Calgary Flames       | NHL            | 6   | 4   | 1   | 5   | 0   | —  | — | — | —  | — |
|                | Oklahoma City Stars  | CHL            | 3   | 0   | 3   | 3   | 0   | —  | — | — | —  | — |
|                | Detroit Red Wings    | NHL            | 52  | 10  | 14  | 24  | 35  | —  | — | — | —  | — |
|                | Adirondack Red Wings | AHL            | 10  | 3   | 4   | 7   | 0   | —  | — | — | —  | — |
| 1982–1983      | Adirondack Red Wings | AHL            | 74  | 20  | 29  | 49  | 33  | 5  | 1 | 1 | 2  | 0 |
| NHL totalt     | NHL totalt           | NHL totalt     | 591 | 216 | 260 | 476 | 281 | 20 | 5 | 6 | 11 | 6 |
| AHL totalt     | AHL totalt           | AHL totalt     | 84  | 23  | 33  | 56  | 33  | 5  | 1 | 1 | 2  | 0 |
| CHL totalt     | CHL totalt           | CHL totalt     | 40  | 10  | 21  | 31  | 54  | —  | — | — | —  | — |
| OHA-Jr. totalt | OHA-Jr. totalt       | OHA-Jr. totalt | 182 | 91  | 135 | 226 | 278 | 4  | 1 | 1 | 2  | 2 |

### Internationellt
| Källa:        | Källa:        | Källa:        |         | Utv = Utvisningsminuter | Utv = Utvisningsminuter | Utv = Utvisningsminuter | Utv = Utvisningsminuter | Utv = Utvisningsminuter |
| År            | Lag           | Mästerskap    | Matcher | Mål                     | Assists                 | Poäng                   | Utv                     |                         |
| ------------- | ------------- | ------------- | ------- | ----------------------- | ----------------------- | ----------------------- | ----------------------- | ----------------------- |
| 1977          | Kanada        | VM            | 9       | 4                       | 1                       | 5                       | 18                      |                         |
| Senior totalt | Senior totalt | Senior totalt | 9       | 4                       | 1                       | 5                       | 18                      |                         |